# Musoniola dohrniana
Musoniola dohrniana es una especie de mantis de la familia Thespidae.

## Distribución geográfica
Se encuentra en Costa Rica y Guatemala.